# Erwin l'Ami
Erwin l'Ami (Woerden, 5 aprile 1985) è uno scacchista olandese.
Grande maestro dal 2005, è uno dei più promettenti giovani talenti olandesi. Si mise in luce vincendo il forte torneo di Gausdal del 2004 davanti a Magnus Carlsen, nonostante fosse accreditato per il suo Elo di un posto di metà classifica.
Nel 2005 vinse ex aequo il torneo B del Nagorno-Karabakh e si classificò in buona posizione nel torneo B di Wijk aan Zee, realizzando la terza norma di Grande Maestro. Dopo questi risultati decise di diventare un giocatore professionista e cominciò ad allenarsi con il GM ucraino Vladimir Chuchelov.
Nel 2006 partecipò con la nazionale olandese alle olimpiadi di Torino, realizzando 3,5 su 5. Nel 2008 si classificò secondo ex aequo nel campionato europeo individuale di Plovdiv.
In febbraio del 2009 è stato, assieme a Ivan Čeparinov e Francisco Vallejo Pons, uno dei secondi di Veselin Topalov nel match di semifinale del campionato mondiale con Gata Kamsky.
In marzo 2015 ha vinto, con un turno di anticipo, il forte Reykjavík Open.
Ha raggiunto il massimo rating FIDE in maggio 2014, con 2 651 punti Elo.
L'Ami è noto per la sua grande abilità nel gioco veloce.
È sposato con la WGM scacchista rumena Alina l'Ami dal 2010.